# Борзов, Найк Владимирович
Найк Влади́мирович Борзо́в (родился 23 мая 1972 г., Видное, Московская область, РСФСР, СССР) — советский и российский рок-музыкант, поэт, певец и автор песен, актёр. Является основателем и лидером панк-группы «Инфекция», однако в широких кругах больше известен своим сольным творчеством.
В 2020-м году как барабанщик и вокалист совместно с музыкантами группы «Рада и терновник» создал группу «Торнадо».

## Биография

### 1990-е
В возрасте 14 лет Борзов организовал группу «Инфекция», просуществовавшую до 1992 года. За время существования группы было записано два полноценных студийных альбома: «Онанизм» в 1990 году и «Отверстие для пупка» в 1992 году.
Параллельно с этим принял активное участие в разного рода проектах, как своих, так и чужих («Двуречье», «Платоническая проституция», «Бууфеет», «Умер», «Специальные медсёстры», «Норман Бейтс фан-клуб» и др.), а также выступал с известной группой «ХЗ». Отслужил два года в армии: «Ничему не научился за это время, даже из автомата ни разу не стрельнул, хотя и ходил с ним в наряд, умел собирать и разбирать».
По-настоящему популярным стал после отхода от деятельности «Инфекции», сменив стилистику с панка на психоделический рок.
В 1992 году вышел первый альбом Борзова «Погружение».
В 1994 году вышел второй альбом «Закрыто».
В 1995 году журнал «New Hot Rock» так описывал его творчество: «Он поёт чрезвычайно душевные и романтические песни километровой длины, отягощённые аранжировочными красивостями, но в целом склоняющиеся к надрывно-меланхолической стилистике The Cure. Ядро группы — сам Найк и его барабанщик Лев Костандян. Один из главных хитов — одиннадцатиминутный гимн „Безумство, коварство и маленький кусочек любви“».
В 1996 году группе «Инфекция» исполняется десять лет. Без музыкантов Борзов за два дня записал альбом «Инфекции» «Возьми свою суку на руки», в котором сам сыграл на всех инструментах. В состав треков этого альбома впервые вошла песня «Лошадка».
В 1997 году одновременно с выходом альбома «Головоломка» в ротацию радиостанций попала песня «Лошадка», вызвавшая бурные обсуждения. По сюжету композиции маленькая лошадка перевозит кокаин. В комментариях Борзов объяснял смысл песни: «Человек сам себя загоняет в определённые рамки, придумывает себе определённый порядок вещей, который впоследствии не в силах изменить. У него есть обязанности: семья, которую нужно содержать, работа, на которую нужно ходить, чтобы содержать семью, дача, на которой нужно еженедельно что-то окучивать, машина, в которой нужно ковыряться, чтобы ездить на эту самую дачу и т. д. Получается человек — рабочая лошадь, человек-лошадка, везущая тележку со своим счастьем, лошадка, везущая кокаин». После нескольких запретов к эфиру слово «кокаин» заменялось на различные звуки и другие слова, например «пластилин», «ниакок» («кокаин» наоборот). По словам Борзова, песня была написана во время службы в армии и «была продиктована обстоятельствами, в которых я там существовал». Борзов утверждал, что кокаин не пробовал, а вместо этого предпочитает спорт и рыбалку. «Я просто использовал слово, которое мне понравилось. Можно было задействовать в песне любые другие „ины“, но, на мой взгляд, кокаин подходит лучше».

### 2000-е
В 2000 году вышел четвёртый студийный альбом Борзова — «Супермен». Песни «Верхом на звезде» и «Три слова» были экранизированы[уточнить] и, кроме радиостанций, начали транслироваться и крупными телеканалами, Вскоре последовал максисингл «Лоwадка», составленный из различных ремиксов на песню, а также пятый альбом «СупермEND» — альтернативное переиздание альбома «Супермен».
По завершении 2000 года российские СМИ — журнал «ОМ», газета «Известия» и радио «Maximum» — назвали Найка Борзова исполнителем года.
В 2001 году песня «Ссора» вошла в саундтрек к фильму Романа Качанова «Даун Хаус». Клип на неё снял Фёдор Бондарчук.
Концерт Найка Борзова «СупермEND» 16 марта 2001 года в московском концертном зале «Горбушка» стал финальным для тура «СупермEND» и поставил точку в истории трилогии 2000 года «Супермен». Она включила в себя альбом «Супермен», макси-сингл «Лошадка» и дополненное переиздание «СупермEND». Кроме песен с этих трёх пластинок, на концерте прозвучали малоизвестные широкой публике песни с ранних сольных альбомов Борзова, а также песня «Мёртвой Мане» группы «Инфекция» в дуэте с Архипом Ахмелеевым. Незадолго перед концертом песню «Три слова» в течение двух часов обсуждали на пленарном заседании депутаты Государственной думы. В ответ Борзов пригласил спикера Государственной думы на свой концерт. Вскоре после концерта компания «Снегири» выпустила VHS «Naik Borzov. СупермEND. Koнцерт в „Горбушке“». В фильме Феликса Зелинского, помимо концертных съёмок, зрителя ожидает изобретательная анимация Андрея Врадия и Андрея Айрапетова, а также два клипа Найка Борзова — «Лошадка № 2» (ремикс «Видов рыб») и «Последняя песня».
В это время уже шла работа над новым альбомом «Заноза» и вышел макси-сингл «NUS in Am». В качестве би-сайда в него вошла песня «День как день» и клип Глеба Орлова на эту песню. В итоге «День как день» в альбом не попала, но клип вошёл в хит-парады телеканалов «Муз-ТВ» и «MTV-Россия».
Осенью 2002 года Борзов закончил работу над новым альбомом, записав трек «Kingsize» в дуэте с Дельфином.
В 2003 году Борзов исполнил главную роль в спектакле «Нирвана» Юрия Грымова, где сыграл Курта Кобейна. Одновременно с этим на радио Maximum стартовал сингл «Ради любви», где через какое-то время занял первое место в «Хит-параде двух столиц». 29 декабря на телеканале «MTV Россия» в программе «Экспрессо» состоялась премьера клипа «Меткая лошадка», в котором песня «Лошадка» была смешана с песней «Метко» поп-дуэта «Гости из будущего». Клип, составленный из фрагментов различных концертных съёмок, создали продюсер канала Алексей Муравьёв и электронный музыкант DJ Грув.
В 2004 году Борзов занимался продюсированием альбома своей жены Русланы Борзовой, а также работал в проекте под названием «Бобры-мутанты», определяя жанр группы как «нео-панк с элементами транса».
18 ноября 2005 года в московском клубе «Молодая гвардия» состоялось выступление группы «One rythmical ritual» — совместного проекта художника Вадима Сташкевича, Найка Борзова и театра-студии «Мохсира». Был показан театрально-ритуальный перформанс «Мистерии Сагаалгана».
26 ноября 2005 года в московском клубе «Apelsin» прошла презентация «DVD 10» Найка Борзова. Диск содержит 10 видеоклипов, созданных за время сотрудничества с компанией «Снегири-музыка».
14 марта 2006 года состоялась премьера фильма «Костяника. Время лета». В саундтрек вошла песня Борзова «Сновидения».
1 декабря 2007 года в ТК «Горбушкин Двор» прошла презентация дебютного альбома Русланы Борзовой «Волшебство», над которым Борзов работал в качестве музыкального продюсера.
4 апреля 2007 года на концерте в «Апельсине» Борзов представил анимационный фильм «Игрок», который был снят на песню «Ет».
В январе 2008 года Борзов представил песню «Ветер», быструю мелодичную композицию с мрачным романтическим текстом, на которую Михаилом Абаниным тут же был снят видеоклип. Видео попало в ротацию телеканала «A-One», интернет-версия клипа вскоре появилась на сайте журнала «Афиша». В ноябре 2008 года закончил запись оригинального саундтрека к аудиокниге Хантера Томпсона «Страх и отвращение в Лас-Вегасе», которую сам же и озвучил в паре с Архипом Ахмелеевым. В то же время принял участие в создании Нау Бум, трибьюта группы «Наутилус Помпилиус», где исполнил песню «Кто ещё» из альбома «Крылья». В конце 2006 года Борзов разморозил проект «Инфекция», в феврале снял клип на песню «Чёрная дыра» с Барби Панк-Рок в главных ролях. В марте 2009 аудиокнига «Страх и отвращение в Лас-Вегасе» поступила в продажу.
6 мая в петербургской «Орландине» и 7 июня в московской «Икре» группа представила новый альбом «Ужаснись и преклонись». В том же году вышел трибьют-альбом «the Beautiful Monsters», на котором присутствуют треки молодых исполнителей, на которых, во многом, повлияла Инфекция.
После этого группа заявила о своём распаде. Обозреватель газеты «Московский комсомолец», размышляя о причинах распада «Инфекции», отметил, что она «слишком качественно звучала для маленьких клубов и слишком сквернословила для больших».

### 2010-е
На 2010 год Борзов запланировал альбом «Изнутри», первый сольный диск после восьмилетнего перерыва. Выходу альбома предшествовал ограниченный подарочный сингл «Радоваться», песня в феврале звучала в эфире нескольких станций, в частности, попала в «Хит-парад двух столиц» радио Maximum, где продержалась в течение пятнадцати недель, десять из которых — на первом месте. 23 апреля в московском клубе «Икра» состоялась официальная его презентация, а также прошёл премьерный показ первой части фильма «Наблюдатель», который представляет собой снятые любительской камерой записи, где Борзов рассказывает о том, чем занимался последние восемь лет. В августе стартовала песня «Тени и мерцания», сразу попала в хит-парад Нашего радио и поднялась в нём до третьего места. Режиссёром клипа стал сам Найк Борзов. Альбом вышел в октябре в виде издания CD+DVD и сопровождался концертом в клубе «Икра». Обозреватель журнала Rolling Stone охарактеризовал представленные на диске песни «удивительно светлыми и романтическими», отметив по поводу возвышенного романтизма, что «подобная тематика в попсе или поп-роке грешит невыносимой фальшью, а в случае Найка она звучит совершенно органично и естественно».
Песня Найка Борзова «Верхом на звезде» вошла в саундтрек комедии «Свадьба по обмену» (2011 год).
8 июня 2011 года вышел клип на песню «Челнапер». 26 октября вышел клип на песню «Свежая кровь».
В сентябре 2012 года Борзов закончил работу над клипом на песню «Там, где нить оборвалась».
В апреле 2014 года выпустил альбом «Везде и нигде», после чего приступил к записи сборника лучших песен, вышедшего 12 декабря 2014 года.
В 2015 и в 2016 годах вышли альбомы «Молекула» и альбом группы «Инфекция» «Зомбитранс».
26 января 2018 вышел макси-сингл «Кислотный бог».

### 2020-е
В 2020 году вышел альбом Борзова «Капля крови Создателя».
В 2020-м году в качестве барабанщика и вокалиста совместно с музыкантами группы «Рада и терновник» выступил на концерте поддержки Александра Лаэртского. Этот проект получил название «Торнадо». Проект настолько понравился зрителям, что музыканты решили записать альбом.
В проект кроме самого Найка вошли — Николай Лагранж как бас-гитарист и гитарист Владимир Анчевский.
18 февраля 2022 г. в «Чартовой дюжине» «Нашего радио» стартовала песня «Пророчество», вторую вокальную партию в котором исполнила дочь Борзова Виктория. Песня стала первым синглом с альбома «Потерянный среди звёзд. Акт I», на него выпущен видеоклип. 19 августа в «Чартовой дюжине» «Нашего радио» стартовал второй сингл с этого альбома — песня «Кислород». В записи участвовал Антон Макаров, а также некоторые другие вокалисты и музыканты.

В 2023-м году принял участие в записи пятого студийного альбома рэп-исполнителя SALUKI «WILD EA$T», исполнив куплет в песне «MOSKVICHKA».

## Общественная позиция
С апреля 2017 года включен в украинскую базу «Миротворец». За то что апреле 2017 года выступал в Симферополе и Севастополе.

## Имя и псевдоним
В интервью 2015 года Найк Борзов сообщил, что записан в паспорте как Найк с рождения, в интервью 2010 года — что Найк Борзов не является псевдонимом, Найк является обычным индейским именем и в паспорте записано Найк Владимирович Борзов, в интервью 2017 года — что с рождения его звали просто «малыш» и имя Найк было придумано отцом, когда будущему музыканту было три года. По некоторым данным, имя Найк получилось в результате скрещивания разных имён, по одной из версий — имён советских рок-музыкантов Майка Науменко и Ника Рок-н-ролла. Встречаются утверждения, что певец официально поменял имя на Борзов Найк Владимирович после отхода от деятельности в группе «Инфекция» и смены стилистики с панка на классический русский рок, после этого музыкант неоднократно заявлял в интервью, что Найком его назвали родители при рождении, а Борзов — его настоящая фамилия.

## Влияние
На рубеже 1990-х и начала 2000-х годов Найк Борзов считался одним из самых видных представителей инди-рока в России, а после успеха альбомов «Головоломка», «Супермен» и «Заноза» был заметным исполнителем и в поп-музыке. Ныне считается культовой фигурой в жанре российской альтернативы. В прессе был назван «русским Питом Доэрти», в частности, из-за текстов песен группы «Инфекция», также ставшей культовой в истории российского панка. Также почитаем в среде отечественной андеграундной музыки.
Сам Борзов утверждал, что идея создать свою первую рок-группу пришла к нему в 1984 году, когда он услышал альбом группы «Joy Division» — «Unknown Pleasures». Также утверждал, что был одним из основателей инди-движения в России в музыке. Его альбом «Супермен» занял в 2010 году 37-е место в списке «50 лучших русских альбомов всех времён», составленный журналом «Афиша» по итогам опроса молодых российских музыкантов.

## Состав группы
- Владимир «Корней» Корниенко — гитара
- Владимир Богоявленский — бас-гитара
- Артем Садовников — гитара
- Олег Пунгин — ударные
- Вадим Каверин — клавиши

## Дискография

### Студийные альбомы
- 1992 — Погружение
- 1994 — Закрыто
- 1997 — Головоломка
- 2000 — Супермен
- 2002 — Заноза
- 2010 — Изнутри
- 2014 — Везде и нигде
- 2016 — Молекула (альбом в двух частях, сборник старых песен в новых аранжировках + 2 новые песни. Первая часть вышла 4 декабря 2015 года[25][26], вторая вышла 22 апреля 2016 года[27][28])[26][29]
- 2020 — Капля крови создателя[30]
- 2022 ― Потерянный среди звёзд. Акт I и Акт II («музыкальная пьеса в двух действиях, с прологом и эпилогом», первая часть вышла 15 июля 2022[31], вторая часть — 9 сентября 2022[32])[33]

### Сборники и компиляции
- 2014 — Найк Борзов. Избранное
- 2021 ― В эфире (концертный альбом[34])

## Видео
- DVD 10 — сборник клипов, снятых в период с 1999 по 2003 год (2005)
- DVD 13 — дополнительный сборник клипов (2009)
- «Наблюдатель» — саморазвивающийся автофильм (2010 — …)
- «День рождения в будущем луны» — фильм-концерт (2019)

### Синглы
- Макси-сингл «ЛОWАДКА» (2000)
- Макси-сингл «NUS in Am» (2001)
- Интернациональный сборник ремиксов «RADI LUBVI» (2004)
- Оригинальный саундтрек к аудиокниге «Страх и отвращение» (2008)
- Сингл «Радоваться» (2010)
- Сингл «Биоматерия» (2013)
- Макси-сингл «Кислотный бог» (2018)
- Сингл «Про дурачка» (2018)
- Сингл «Реакция на солнце» (2019)
- Сингл «Больной и злой» (2020)
- Сингл «Дачные велосипедистки» (2021) (Кавер «Оберманекен»)
- Сингл «Ничего не понимаю» (2022)
- Сингл «Пророчество» (2022)
- Мультсингл «Не плачь» (2023)
- Сингл «Было, есть и будет» (2024)
- Сингл «Полимер» (2024)
- Сингл «Море» (2024)
- Сингл «Закружи меня» (2024)
- Сингл «Ты в моей голове» (2024)
- Сингл «Песок» (2025)
- Сингл «Дорога добра» (feat. Lou) (2025)

### Фильмография
- 2022 — Марш утренней зари (Ветеран сцены 2)
- 2024 — Тайное влечение (Отец Веты)